# Musa Al-Taamari
Musa Al-Taamari (Arabisch: موسى سليمان التعمري, Amman, 10 juni 1997) is een Jordaans voetballer. Hij verruilde in 2025 Montpellier HSC voor Stade Rennais.

## Carrière

### Shabab Al-Ordon
Al-Taamari begon zij professionele carrière bij Shabab Al-Ordon. In de twee jaar die hij bij de club verbleef werd hij één seizoen uitgeleend aan Al-Jazeera Club.

### APOEL Nicosia
Op 28 mei 2018 tekende Al-Taamari een contract bij het Cypriotische APOEL Nicosia. Bij de transfer was een bedrag van 400.000 euro gemoeid. Met APOEL won Al-Taamari de Super Cup in 2019 en werd hij kampioen in het seizoen 2018/19. Ook werd hij verkozen als beste speler van de Cypriotische competitie.

### OH Leuven
Na twee seizoen bij APOEL kocht de Belgische club OH Leuven Al-Taamari  voor een bedrag van 1.000.000 euro. Bij OH Leuven tekende hij een contract van 3 jaar. Hij speelde drie jaar bij OHL, en speelde meer dan 90 wedstrijden voor de club.

### Frankrijk
Medio 2023 verkaste Al-Taamari naar Montpellier HSC, in de Ligue 1. In januari 2025 verkaste hij naar Stade Rennais.